# Christopher Gore (Drehbuchautor)
Christopher Gore (* 10. August 1944 in Fort Lauderdale, Florida; † 18. Mai 1988 in Santa Monica, Kalifornien) war ein US-amerikanischer Drehbuchautor und Liedtexter.

## Leben
Gore besuchte nach seiner Schulausbildung die Northwestern University. Seiner Familie gehörten bis 1963 die Zeitungen Fort Lauderdale News und Sun-Sentinel. Nach seinem Bachelor-Abschluss war er 1960 einer der Gründer des Fort Lauderdale Junior Theater. Eines seiner ersten Musicals, Mary über Maria Stuart, wurde mit Inga Swenson in der Titelrolle im Parker Playhouse seiner Heimatstadt im November 1967 uraufgeführt. Nach weiteren lokalen Theaterproduktionen wurde 1972 sein Rockmusical Via Galactica am Broadway aufgeführt. Die Musik wurde von Galt MacDermot beigesteuert, der zuvor mit dem Musical Hair einen Sensationserfolg gefeiert hatte. Via Galactica wurde jedoch zum Desaster und machte 1,2 Millionen US-Dollar Verlust.
Gore erhielt daraufhin keine weiteren Broadway-Aufträge mehr, schrieb aber weiter für das Theater, bis er mit dem Drehbuch für Alan Parkers Musicalfilm Fame – Der Weg zum Ruhm beauftragt wurde. Der preisgünstig produzierte Film wurde ein großer kommerzieller Erfolg und erhielt fünf Oscar-Nominierungen; darunter auch eine für das Beste Originaldrehbuch. In der Folge entstand die gleichnamige Fernsehserie, an der er während der ersten Staffel als Story Consultant mitwirkte. Zudem steuerte er 1981 die Geschichte für den Zeichentrick-Kurzfilm Faeries bei, hierfür war er für einen Primetime Emmy nominiert.
Der Erfolg von Fame erlaubte es Gore, sich als Privatier in England niederzulassen. Er starb im Alter von 43 Jahren in Santa Monica an den Folgen einer Krebserkrankung, begraben wurde er auf seinem englischen Anwesen.

## Filmografie (Auswahl)
- 1980: Fame – Der Weg zum Ruhm (Fame)
- 1981: Faeries
- 1982–1987: Fame – Der Weg zum Ruhm (Fame, Fernsehserie)
- 2009: Fame

## Broadway
- 1972: Via Galactica (Musical)

## Auszeichnungen
- 1981: Oscar-Nominierung in der Kategorie Bestes Originaldrehbuch für Fame
- 1981: Primetime-Emmy-Nominierung in der Kategorie Outstanding Individual Achievement – Animated Programming für Faeries
- 1981: WGA-Award-Nominierung in der Kategorie Best Drama Written Directly for the Screen für Fame